# 三俁站
三俁站（日语：／ Mitsumata eki */?）是位於群馬縣前橋市三俁町一丁目32番5號，上毛電氣鐵道的上毛線車站。

## 歷史
- 1928年（昭和3年）11月10日 - 三俁停留所啟用[1][2]。
- 1956年（昭和31年）8月25日 - 停留所向西桐生一方遷移300米。同時升級至停車場[1]。
- 1986年（昭和61年）10月 - 結束貨物業務。站內當時設有日本石油（現時：ENEOS）的油庫。

## 車站構造
此站是地面車站，設有1面2線的島式月台。此站是無人車站。此站沒有車站大樓。

## 使用狀況
以下為近年1日平均上下車人次變化。
| 上下車人次變化 | 上下車人次變化 |
| 年度           | 1日平均人次    |
| -------------- | -------------- |
| 2011年         | 141            |
| 2012年         | 142            |
| 2013年         | 145            |
| 2014年         | 149            |
| 2015年         | 180            |
| 2016年         | 181            |
| 2017年         | 189            |

## 車站周邊
車站附近設有大型住宅區。站前設有月租停車場。
- 前橋三俁郵局

## 相鄰車站
上毛電氣鐵道
上毛線
城東－三俁－片貝

## 注腳
1. 1 2  沿線案内 （页面存档备份，存于） - 上毛電氣鐵道，2015年5月14日參閲。
2. ↑  「地方鉄道運輸開始」『官報』1928年11月19日（國立國會圖書館數碼化收藏）
3. ↑  國土數値情報(不是車站的上下車人次數據)  （页面存档备份，存于） - 統計情報研究，2020年8月28日參閲

## 外部連結
- 上毛電氣鐵道　沿線資訊 （页面存档备份，存于）（日語）